# Britteny Cox
Britteny Cox (ur. 29 września 1994 w Wodonga) – australijska narciarka dowolna, specjalistka w jeździe po muldach. Największy sukces osiągnęła w 2017 roku, kiedy podczas mistrzostw świata w Sierra Nevada  wywalczyła złoty medal w jeździe po muldach. W tej samej konkurencji była też trzecia na mistrzostwach świata w Kreischbergu, gdzie wyprzedziły ją tylko Kanadyjka Justine Dufour-Lapointe oraz Hannah Kearney z USA. Na tej samej imprezie była też piąta w jeździe po muldach podwójnych. Na rozgrywanych rok wcześniej igrzyskach olimpijskich w Soczi była piąta w jeździe po muldach. W Pucharze Świata zadebiutowała 14 stycznia 2010 roku w Deer Valley, gdzie zajęła 34. miejsce. Pierwsze pucharowe punkty wywalczyła dwa dni później, zajmując 29. miejsce. Na podium zawodów tego cyklu po raz pierwszy stanęła 2 lutego 2012 roku w tej samej miejscowości, kończąc rywalizację w jeździe po muldach na trzeciej pozycji. W zawodach tych wyprzedziły ją tylko Hannah Kearney i jej rodaczka, Heather McPhie. Najlepsze wyniki osiągnęła w sezonie 2016/2017, kiedy zwyciężyła w klasyfikacji generalnej oraz w klasyfikacji jazdy po muldach. Ponadto w sezonie 2017/2018 zajęła trzecie miejsce w klasyfikacji jazdy po muldach.

## Osiągnięcia

### Igrzyska olimpijskie
| Miejsce | Dzień     | Rok  | Miejscowość | Konkurencja      | Zwyciężczyni            |
| ------- | --------- | ---- | ----------- | ---------------- | ----------------------- |
| 23.     | 13 lutego | 2010 | Vancouver   | Jazda po muldach | Hannah Kearney          |
| 5.      | 8 lutego  | 2014 | Soczi       | Jazda po muldach | Justine Dufour-Lapointe |
| 5.      | 11 lutego | 2018 | Pjongczang  | Jazda po muldach | Perrine Laffont         |
| 14.     | 6 lutego  | 2022 | Pekin       | Jazda po muldach | Jakara Anthony          |

### Mistrzostwa świata
| Miejsce | Dzień       | Rok  | Miejscowość   | Konkurencja      | Zwyciężczyni            |
| ------- | ----------- | ---- | ------------- | ---------------- | ----------------------- |
| 17.     | 2 lutego    | 2011 | Deer Valley   | Jazda po muldach | Jennifer Heil           |
| 12.     | 5 lutego    | 2011 | Deer Valley   | Muldy podwójne   | Jennifer Heil           |
| 10.     | 6 marca     | 2013 | Voss          | Jazda po muldach | Hannah Kearney          |
| 8.      | 8 marca     | 2013 | Voss          | Muldy podwójne   | Chloé Dufour-Lapointe   |
| 3.      | 18 stycznia | 2015 | Kreischberg   | Jazda po muldach | Justine Dufour-Lapointe |
| 5.      | 19 stycznia | 2015 | Kreischberg   | Muldy podwójne   | Hannah Kearney          |
| 1.      | 8 marca     | 2017 | Sierra Nevada | Jazda po muldach | -                       |
| 7.      | 9 marca     | 2017 | Sierra Nevada | Muldy podwójne   | Perrine Laffont         |
| 20.     | 8 lutego    | 2019 | Deer Valley   | Jazda po muldach | Julija Gałyszewa        |
| 15.     | 9 lutego    | 2019 | Deer Valley   | Muldy podwójne   | Perrine Laffont         |
| 7.      | 8 marca     | 2021 | Ałmaty        | Jazda po muldach | Perrine Laffont         |
| 18.     | 9 marca     | 2021 | Ałmaty        | Muldy podwójne   | Anastasija Smirnowa     |

### Puchar Świata

#### Miejsca w klasyfikacji generalnej
- sezon 2009/2010: 139.
- sezon 2010/2011: 99.
- sezon 2011/2012: 77.
- sezon 2012/2013: 80.
- sezon 2013/2014: 75.
- sezon 2014/2015: 57.
- sezon 2015/2016: 73.
- sezon 2016/2017: 1.
- sezon 2017/2018: 12.
- sezon 2018/2019: 71.
- sezon 2019/2020: 109.

Od sezonu 2020/2021 klasyfikacja jazdy po muldach jest jednocześnie klasyfikacją generalną.
- sezon 2020/2021: 15.
- sezon 2021/2022: 17.

#### Miejsca na podium w zawodach
1. Deer Valley – 2 lutego 2012 (jazda po muldach) – 3. miejsce
2. Lake Placid – 17 stycznia 2013 (jazda po muldach) – 3. miejsce
3. Deer Valley – 10 stycznia 2015 (muldy podwójne) – 3. miejsce
4. Ruka – 10 grudnia 2016 (jazda po muldach) – 1. miejsce
5. Lake Placid – 13 stycznia 2017 (jazda po muldach) – 1. miejsce
6. Calgary – 28 stycznia 2017 (jazda po muldach) – 1. miejsce
7. Deer Valley – 2 lutego 2017 (jazda po muldach) – 3. miejsce
8. Deer Valley – 4 lutego 2017 (muldy podwójne) – 1. miejsce
9. Bokwang – 11 lutego 2017 (jazda po muldach) – 1. miejsce
10. Tazawako – 18 lutego 2017 (jazda po muldach) – 1. miejsce
11. Thaiwoo – 25 lutego 2017 (jazda po muldach) – 3. miejsce
12. Thaiwoo – 26 lutego 2017 (muldy podwójne) – 1. miejsce
13. Ruka – 9 grudnia 2017 (jazda po muldach) – 1. miejsce
14. Calgary – 6 stycznia 2018 (jazda po muldach) – 1. miejsce
15. Tazawako – 4 marca 2018 (muldy podwójne) – 2. miejsce
16. Ruka – 7 grudnia 2019 (jazda po muldach) – 3. miejsce